# Odocoileus
Odocoileus là một chi động vật có vú trong họ Hươu nai, bộ Guốc chẵn. Chi này được Rafinesque miêu tả năm 1832. Loài điển hình của chi này là Odocoileus†speleus Rafinesque, 1832 (= Dama virginianus Zimmermann, 1780).

## Các loài
Chi này gồm các loài:
- Odocoileus hemionus nửa tây Bắc Mỹ.
- Odocoileus virginianus Bắc Mỹ.

## Đồng nghĩa
Dưới đây là danh pháp đồng nghĩa:
- Aplacerus Hall and Kelson, 1959;
- Cariacus, Lesson, 1842; 'Dama Zimmermann, 1780 [preoccupied];
- Dorcelaphus Gloger, 1841;
- Elaphalces Brookes, 1828 [nomen oblitum];
- Eucervus Gray, 1866;
- Gymnotis Fitzinger, 1879;
- Macrotis Wagner, 1855;
- Mazama C. H. Smith, 1827 [preoccupied];
- Odocoelus G. M. Allen, 1901;
- Odontocoelus Sclater, 1902;
- Oplacerus Haldleman, 1842;
- Otelaphus Fitzinger, 1874;
- Palaeodocoileus Spillman, 1931;
- Protomazama Spillman, 1931;
- Reduncina Wagner, 1844;
- Subulus Brookes, 1828 [nomen oblitum].

## Hình ảnh

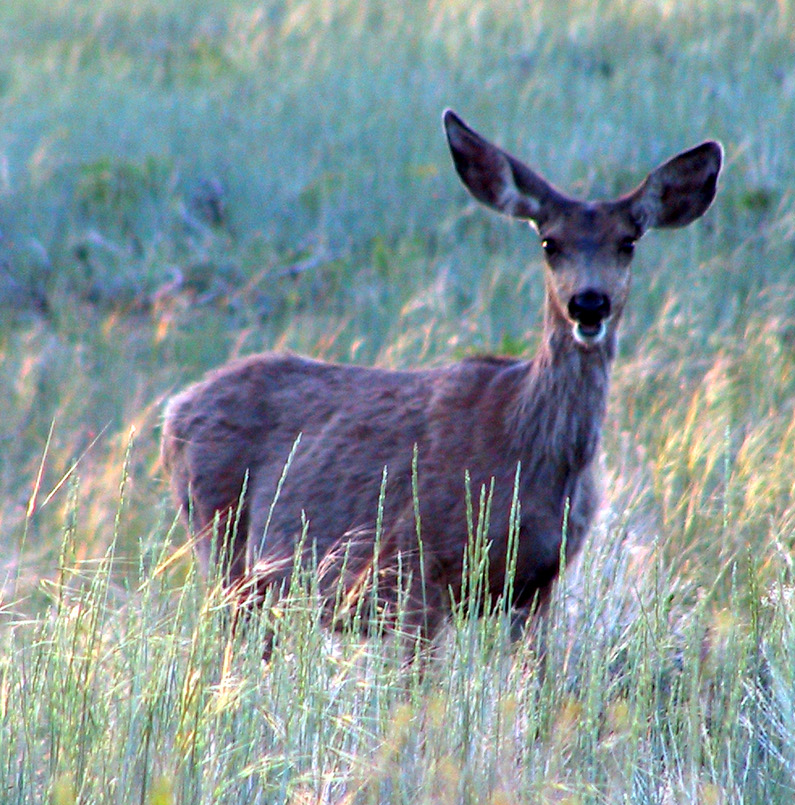
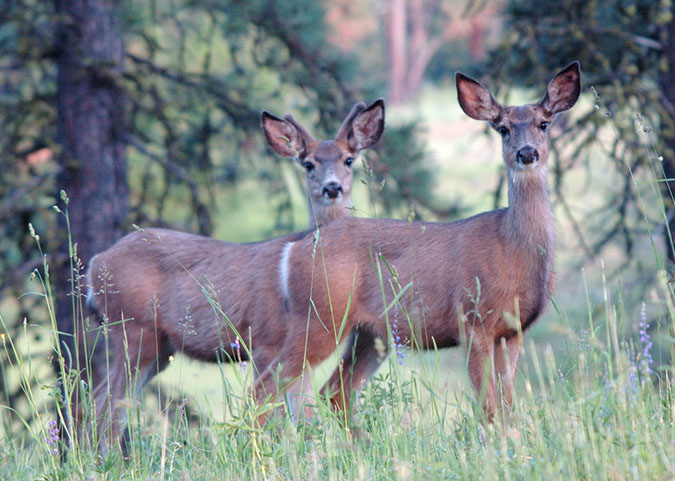
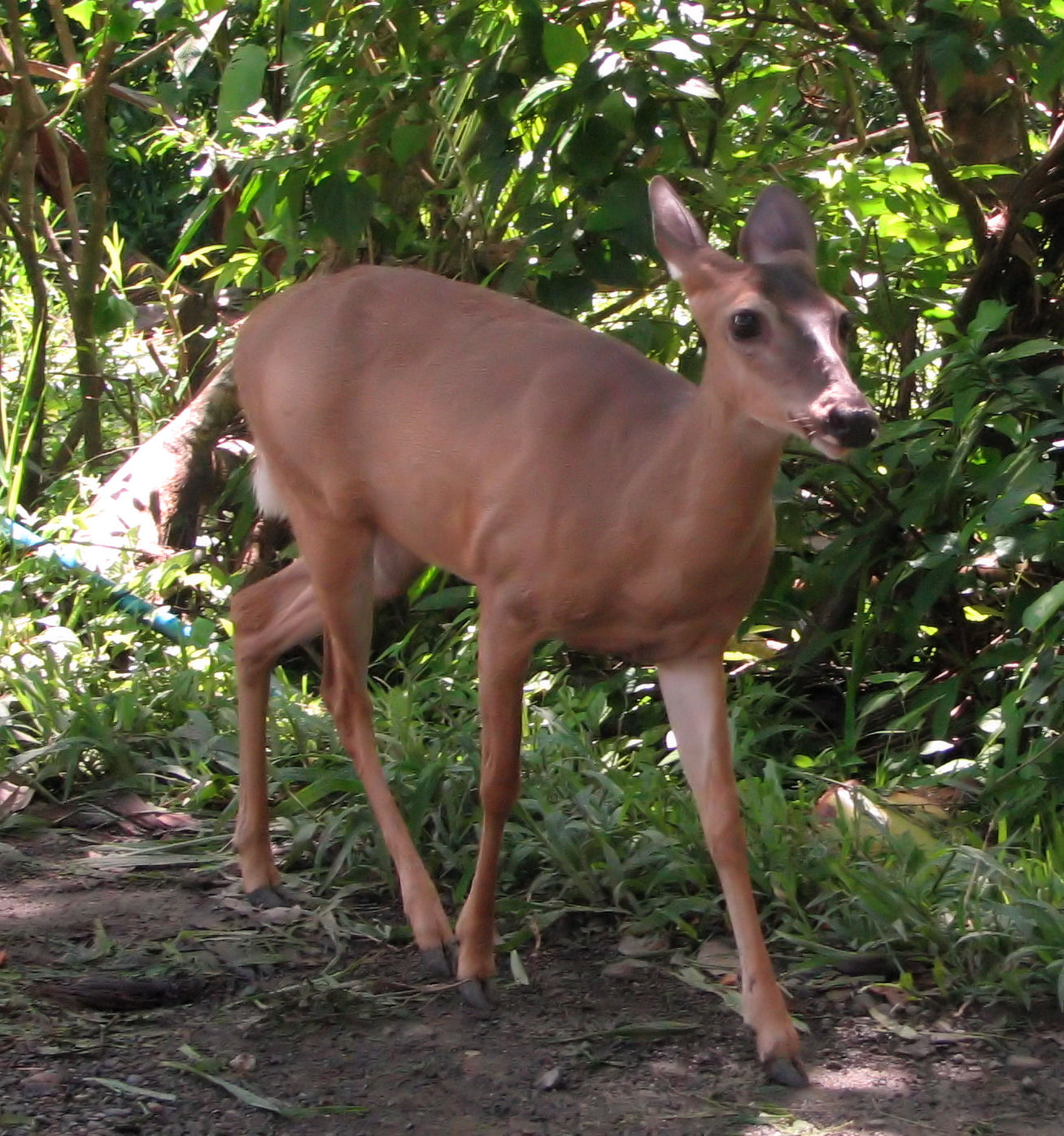
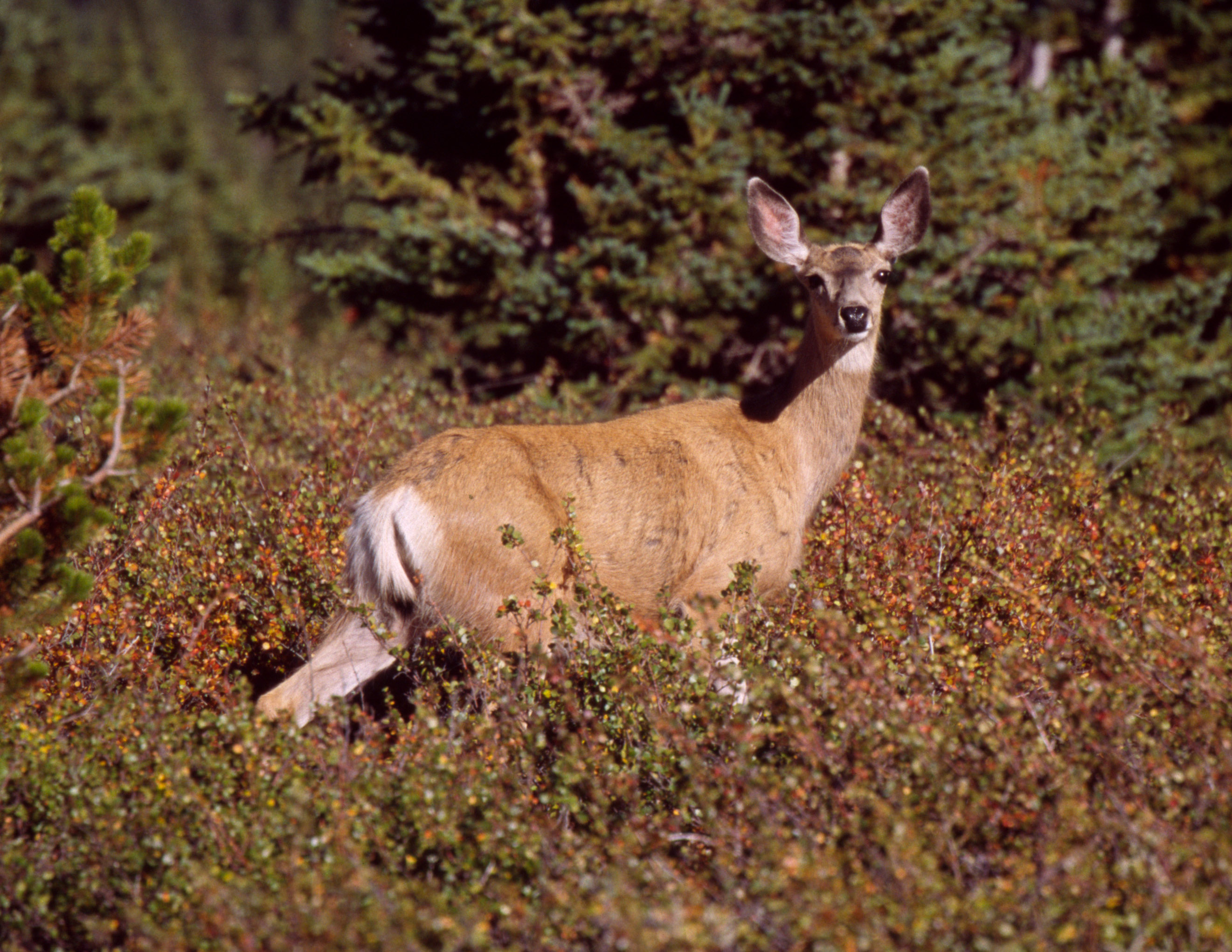